# Wisła (ville)
Pour les articles homonymes, voir Wisła.
Wisła (en allemand : Weichsel) est une ville de Pologne appartenant au powiat de Cieszyn, dans la voïvodie de Silésie. Avec une population d'environ 11 000 habitants, cette ville du sud du pays est située au milieu des Beskides occidentales, sur le fleuve Vistule qui prend sa source à quelques kilomètres au sud-est. Wisła est une station de sports d'hiver recherchée est un centre de l'Église protestante en Pologne.

## Géographie

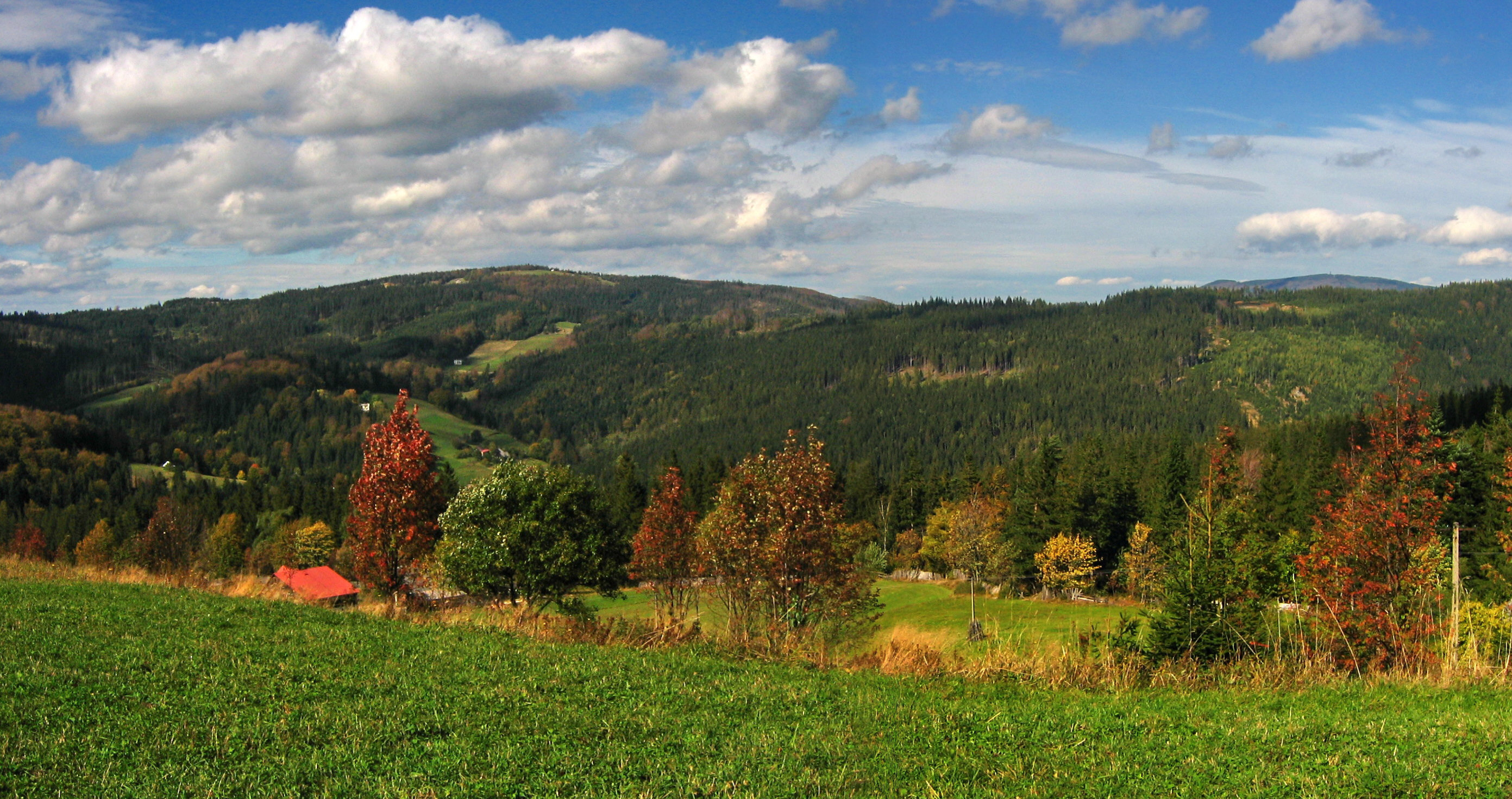
Vue sur la vallée de la Vistule.

La ville se trouve dans le sud-est de la région historique de Haute-Silésie (Silésie de Cieszyn). Elle est placée à côté des Beskides silésiennes (Beskid Śląski), une chaîne de montagnes située près de la frontière avec la Tchéquie. La Vistule (en polonais : Wisła), le principal fleuve de la Pologne, prend son origine dans la montagne du Barania Góra (1 220 m) au sud-est.
Wisła est une destination touristique toute l'année, avec ses montagnes voisines facilitant la pratique du ski, de même que de la randonnée. Adam Małysz, sauteur le plus célèbre de Pologne, est natif de la ville.

## Histoire
Initialement une zone forestière dans l'extrême sud-est de la Silésie, cette région périphérique a été colonisée au début du XVIIe siècle. La première apparition de Wisła dans les chroniques date de 1615. À cette époque, les domaines appartenaient au duché de Cieszyn sous le règne du duc Adam Venceslas. Sa fille Elisabeth Lucrèce, dernière régente de Cieszyn, en 1643 assurait l'inscription dans le livre terrier de sa principauté. Après sa mort dix ans plus tard, le fief disparu revint aux souverains de la monarchie de Habsbourg.
Après la fin de la première guerre de Silésie, en 1742, les domaines furent incorporés dans la Silésie autrichienne. En 1782, l'édit de tolérance promulgué par l'empereur Joseph II a permis la construction d'un première temple protestant.
Le poète et géographe Wincenty Pol a exploré les sources de la Vistule dès 1843 ; depuis le XIXe siècle, la vallée est devenue une destination touristique prisée. Parmi les hôtes se trouvaient de nombreux écrivains, notamment Władysław Reymont, Bolesław Prus et Maria Konopnicka. À la fin de la Première Guerre mondiale et la dissolution de l'Autriche-Hongrie, en 1918, une guerre polono-tchécoslovaque a éclaté pour la Silésie de Cieszyn. En 1920, lors de la conférence de Spa, la partition de la région sur le tracé de la rivière Olza est actée et Skoczów passe à la voïvodie de Silésie de la république de Pologne.

## Politique et administration

### Jumelages
- Hukvaldy (Tchéquie)

- Jastarnia (Pologne)

- Rheinhausen (Allemagne)

- Bully-les-Mines (France)

- Čoka (Serbie)

- Jablunkov (Tchéquie)

## Personnalités liées à Wisła
- Jerzy Pilch (1952-2020), romancier et dramaturge ;
- Adam Małysz (né en 1977), sauteur à ski ;
- Rafał Śliż  (né en 1983), sauteur à ski et coureur du combiné nordique.